# The Inside
The Inside è una serie televisiva statunitense andata in onda su FOX dal giugno al luglio 2005.

## Trama
Los Angeles. L'agente speciale dell'FBI Rebecca Locke entra a far parte dell'unità Crimini violenti. La giovane e brillante investigatrice ha un passato doloroso: all'età di dieci anni venne rapita e tenuta ostaggio per un anno e mezzo da un rapitore maniaco, finché non riuscì a fuggire dando fuoco al rifugio dello stesso; da questa traumatica esperienza trae la capacità di entrare nella mente dei serial killer.

## Episodi
È stata cancellata dopo tredici episodi a causa degli scarsi ascolti: ne sono stati trasmessi solamente sette, lasciando così gli ultimi sei inediti. In Italia la serie è stata trasmessa da Italia 1, che ha mandato in onda tutti gli episodi che la compongono.
| Stagione       | Episodi | Prima TV originale | Prima TV Italia |
| -------------- | ------- | ------------------ | --------------- |
| Prima stagione | 13      | 2005               | 2007            |

## Personaggi e interpreti
- Rebecca Locke (Rachel Nichols) è l'agente speciale assunta da Virgil Webster, che intende utilizzare il suo "dono" a vantaggio delle indagini: infatti, ella è in grado di mettersi nei panni dei serial killer e delle loro vittime, dal momento che in passato lei stessa fu rapita da un maniaco. Con il progredire della serie stabilisce per la prima volta nella sua vita delle relazioni sociali con i colleghi di lavoro.
- Virgil Webster (Peter Coyote), detto "Web", è il capo del team investigativo. Non è sposato ed ha scelto arbitrariamente la sua squadra in base ai loro segreti, le loro debolezze ed i loro punti di forza. Ha l'abitudine di pretendere il massimo fino a spingere al limite i suoi sottoposti, soprattutto la Locke, con grande disgusto dell'agente Ryan. È anche conosciuto per aggirare regole e regolamenti o giustificare azioni discutibili.
- Paul Ryan (Jay Harrington) è una giovane agente che svolge la funzione di "coscienza" di Virgil Webster. Idealista e gentile, vede il mondo in bianco e nero. Collabora spesso assieme all'agente Locke e ciò lo porterà a scoprire il segreto passato di lei. In più di una occasione lui e Webster si sono scontrati a causa di diversi punti di vista sulla moralità del modo di condurre un'indagine. In origine il suo nome sarebbe stato Paul Fatorre[1]
- Danny Love (Adam Baldwin) è un ex marine molto schietto, ma non senza una morale personale. Ha un certo rapporto con l'agente Melody Sim. Si occupa spesso di aggressioni su scene del crimine. Originariamente il suo nome doveva essere Danny Coulter.[1]
- Melody Sim (Katie Finneran) è un'arguta agente dell'FBI, intelligente e cordiale, che lamenta spesso la mancanza di vita sociale e fa amicizia con Danny.
- Carter Howard (Nelsan Ellis) è l'informatico del gruppo d'indagine, in quanto fornisce la sua competenza tecnologica al team.

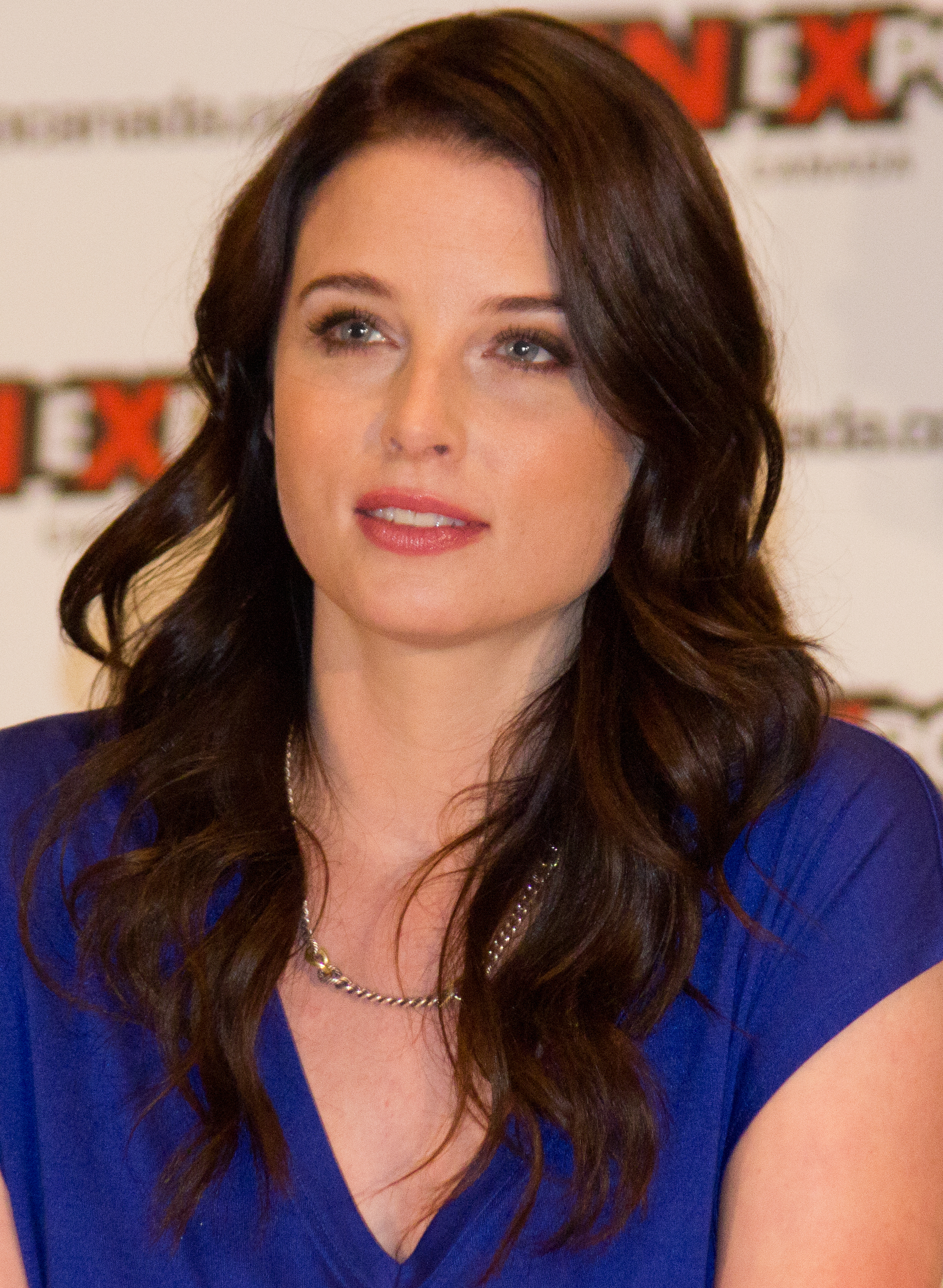
Rachel Nichols interpreta Rebecca Locke
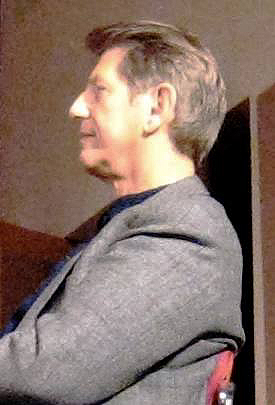
Peter Coyote interpreta Virgil Webster
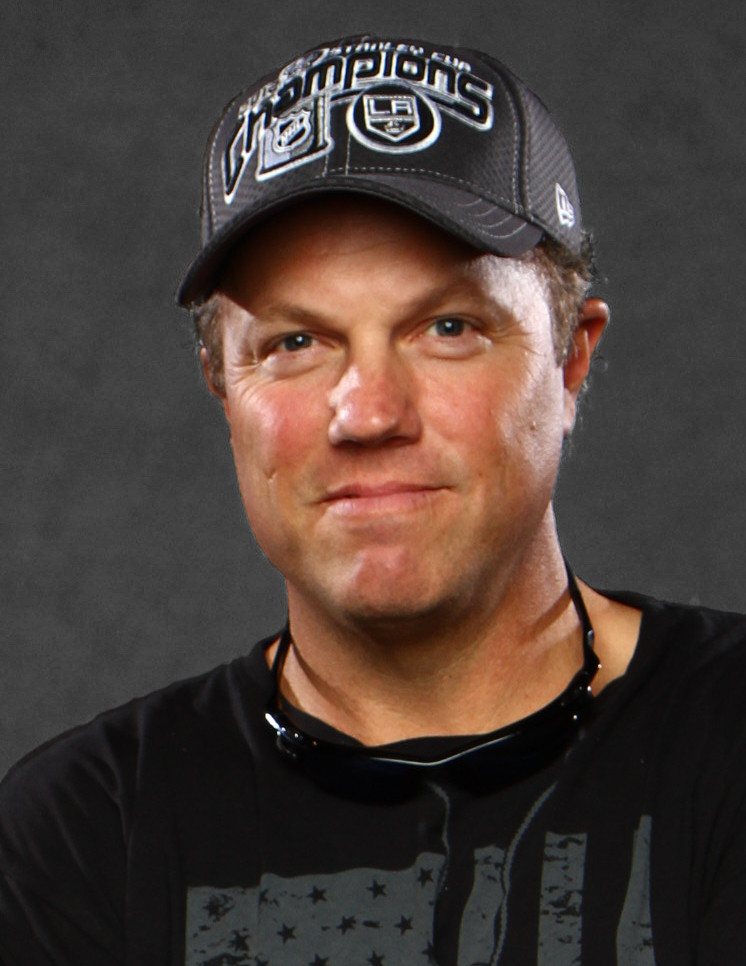
Adam Baldwin interpreta Danni Love
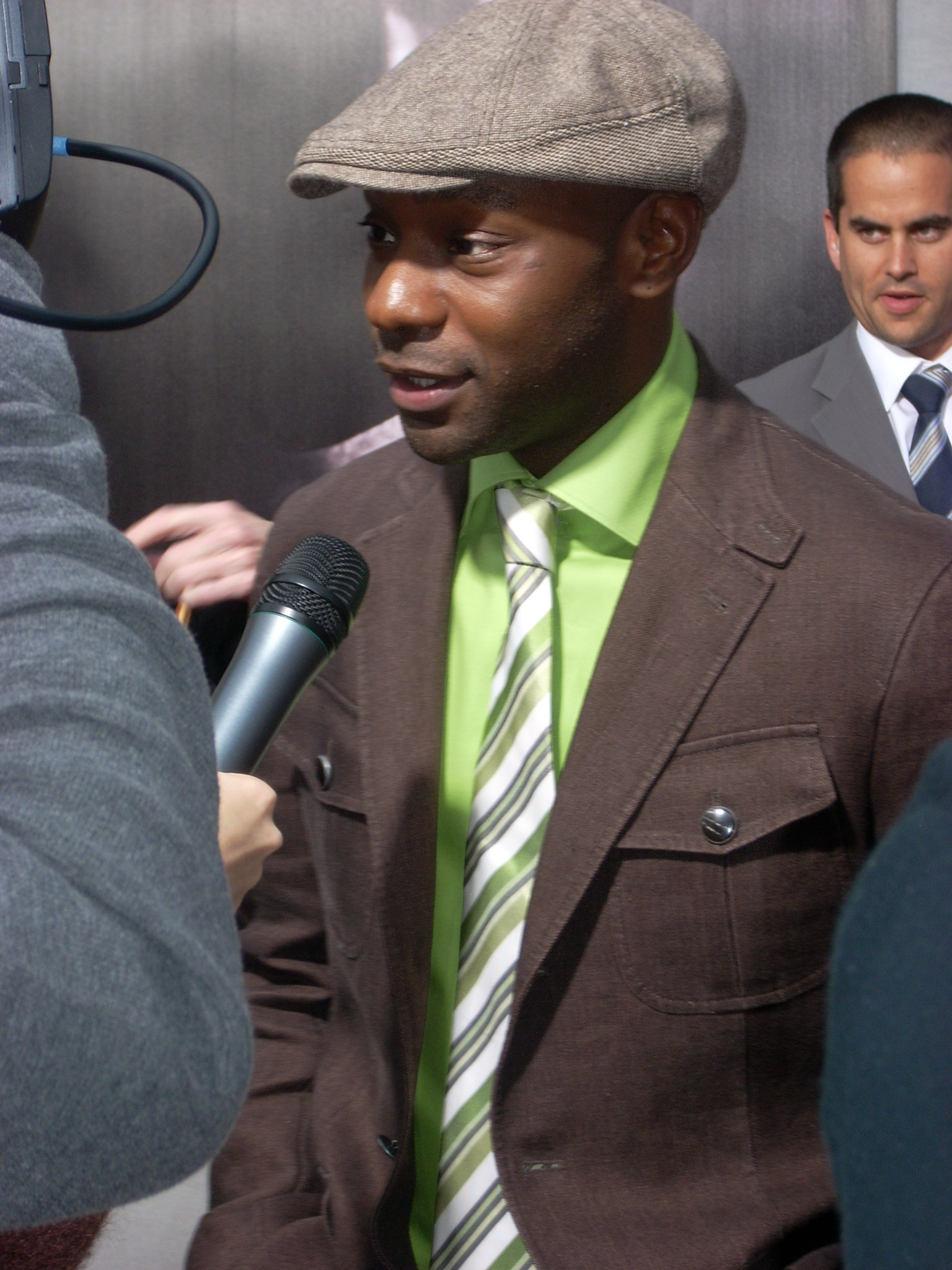
Nelsan Ellis interpreta Carter Howard